# Lesná (Bílé Karpaty)
Lesná je 696 metrů vysoký kopec v pohoří Bílé Karpaty. Rozkládá se mezi obcemi Vápenky, Strání a Horní Němčí, vrchol se nachází na území posledně jmenované vesnice. Část kopce se nachází v katastru obce Slavkov.

## Geologie
Podklad je tvořen magurským flyšem, přesněji vápenitým jílovcem, slínovcem a vápenitým pískovcem. Suťové sedimenty nacházející se na svazích pocházejí ze čtvrtohor. V okolí vrcholu se nachází půda středně těžké zrnitosti typu kambizem pseudoglejová a kambizem typická.

## Geografie

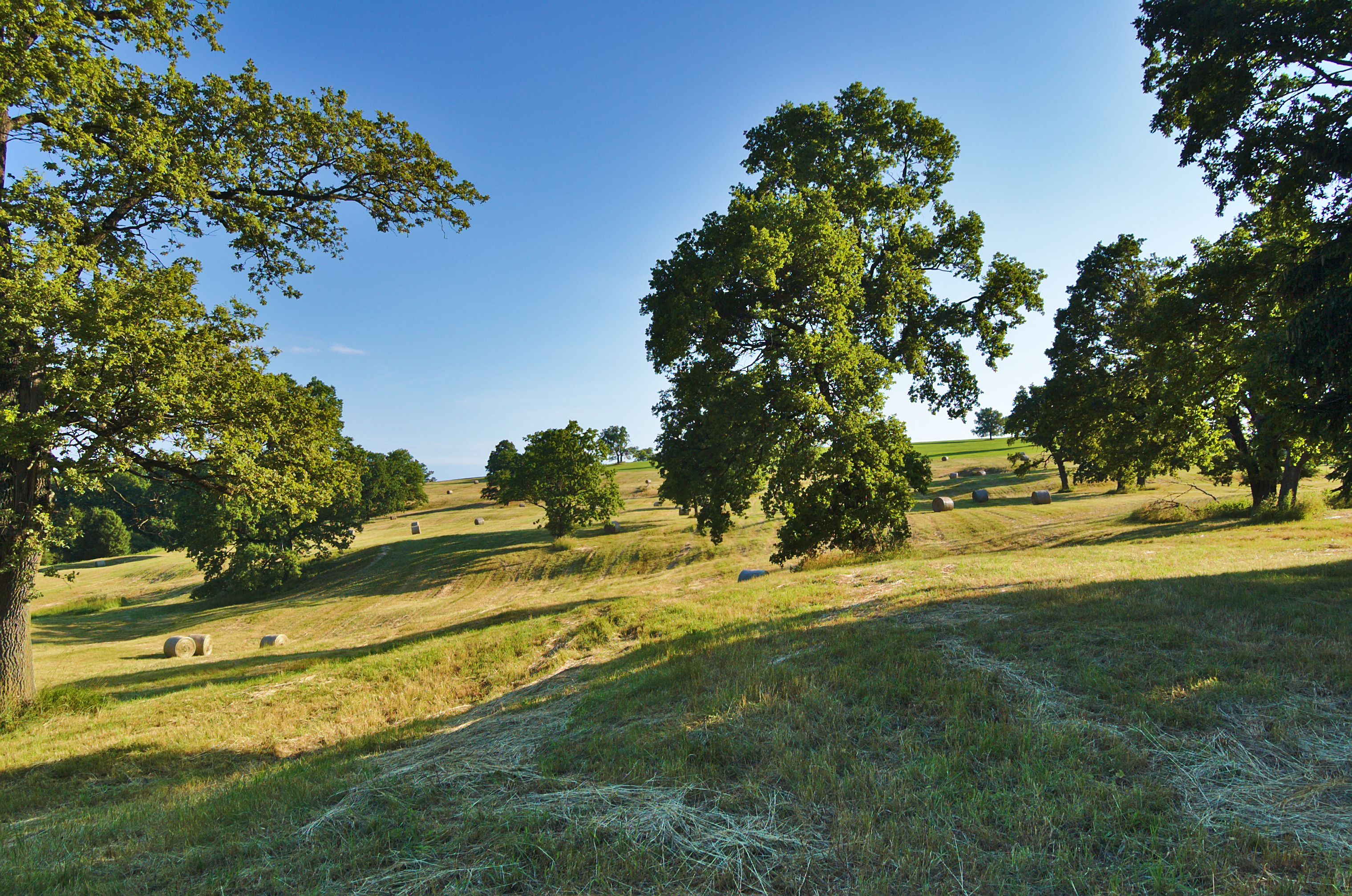
Solitérní duby na úbočí kopce

Přístup na kopec je možný pouze skrze les, ovšem samotný vrchol ani jeho nejbližší okolí zalesněny nejsou. V okolí se rozkládají bělokarpatské louky, z nichž část je chráněna v rámci maloplošných chráněných území. Po lukách se v nepravidelných rozmezích vyskytují solitérní stromy, především duby. Celý tento luční komplex bývá taktéž nazýván Lesná.

## Vodstvo
Na severozápadním svahu kopce pramení říčka Okluky, na jihozápadním potok Kazivec, voda z východní stráně stéká do Klanečnice a jižní svah stéká do Kamenného potoka.

## Ochrana přírody

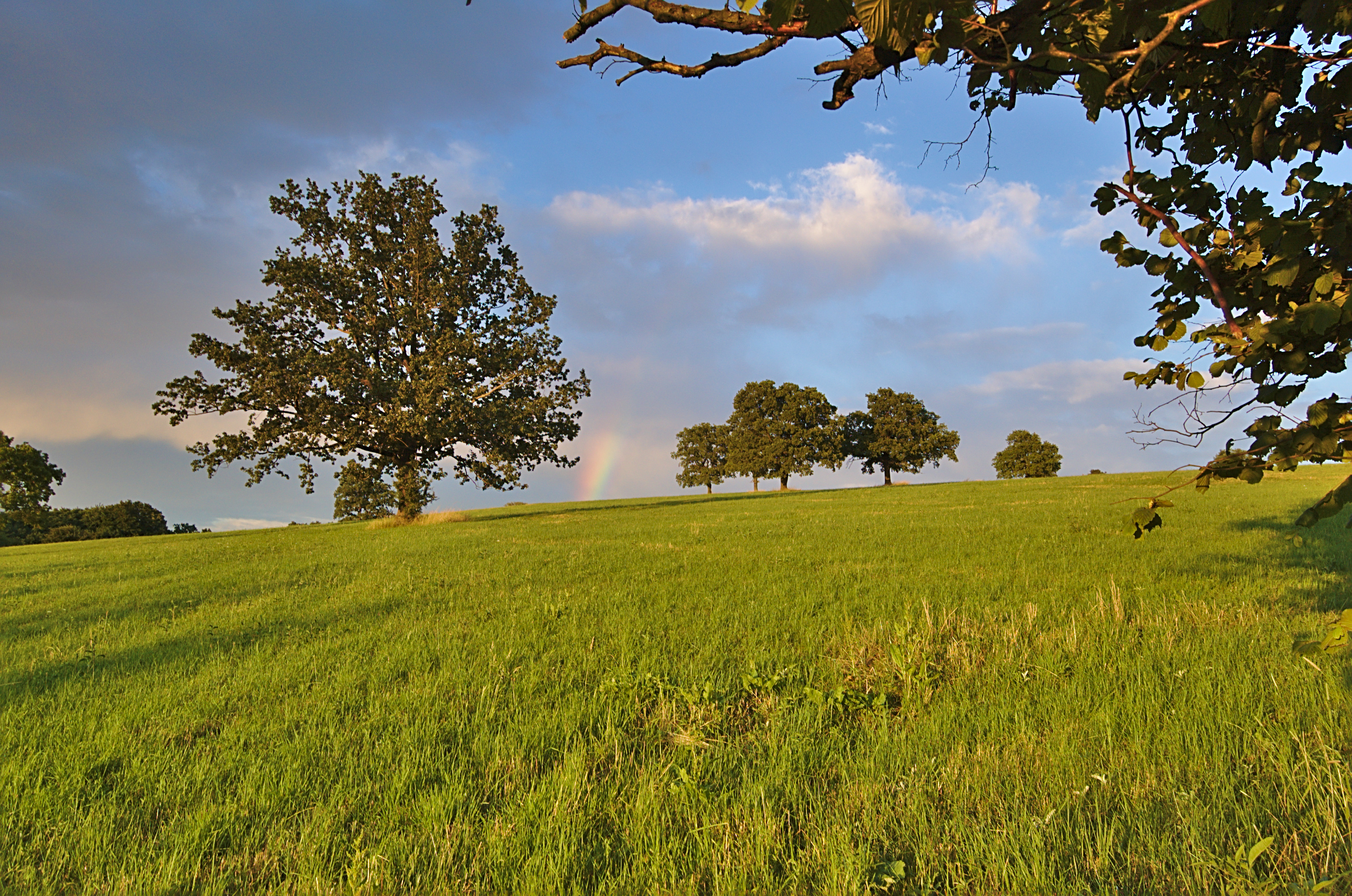
Přírodní rezervace Dolnoněmčanské louky

Celý kopec leží uvnitř chráněné krajinné oblasti Bílé Karpaty, samotná vrcholová kóta nepožívá další ochrany.
Východně od vrcholu se rozkládá přírodní památka Bahulské jamy s ukázkou bělokarpatských luk. Severně pod kopcem se nachází přírodní památka Za lesem s výskytem šafránu bělokvětého. Ještě severněji, v sedle mezi Lesnou a Horním kopcem se v lese rozkládá přírodní památka Uvezené, na které se v hojné míře vyskytuje česnek medvědí. Západní stranu kopce tvoří přírodní rezervace Dolnoněmčanské louky s ukázkou bělokarpatských luk a na jihozápadě, v sedle mezi Lesnou a kopcem nad národní přírodní rezervací Porážky, se v lese nachází přírodní památka Sviní hnízdo chráněná jako naleziště motýla jasoně dymnivkového.
Celý luční komplex Lesná byl značně znehodnocen intenzivním zemědělstvím, především hnojením a pastvou. Z původních 48 chráněných druhů rostlin přečkalo pouze 19.

## Myslivost

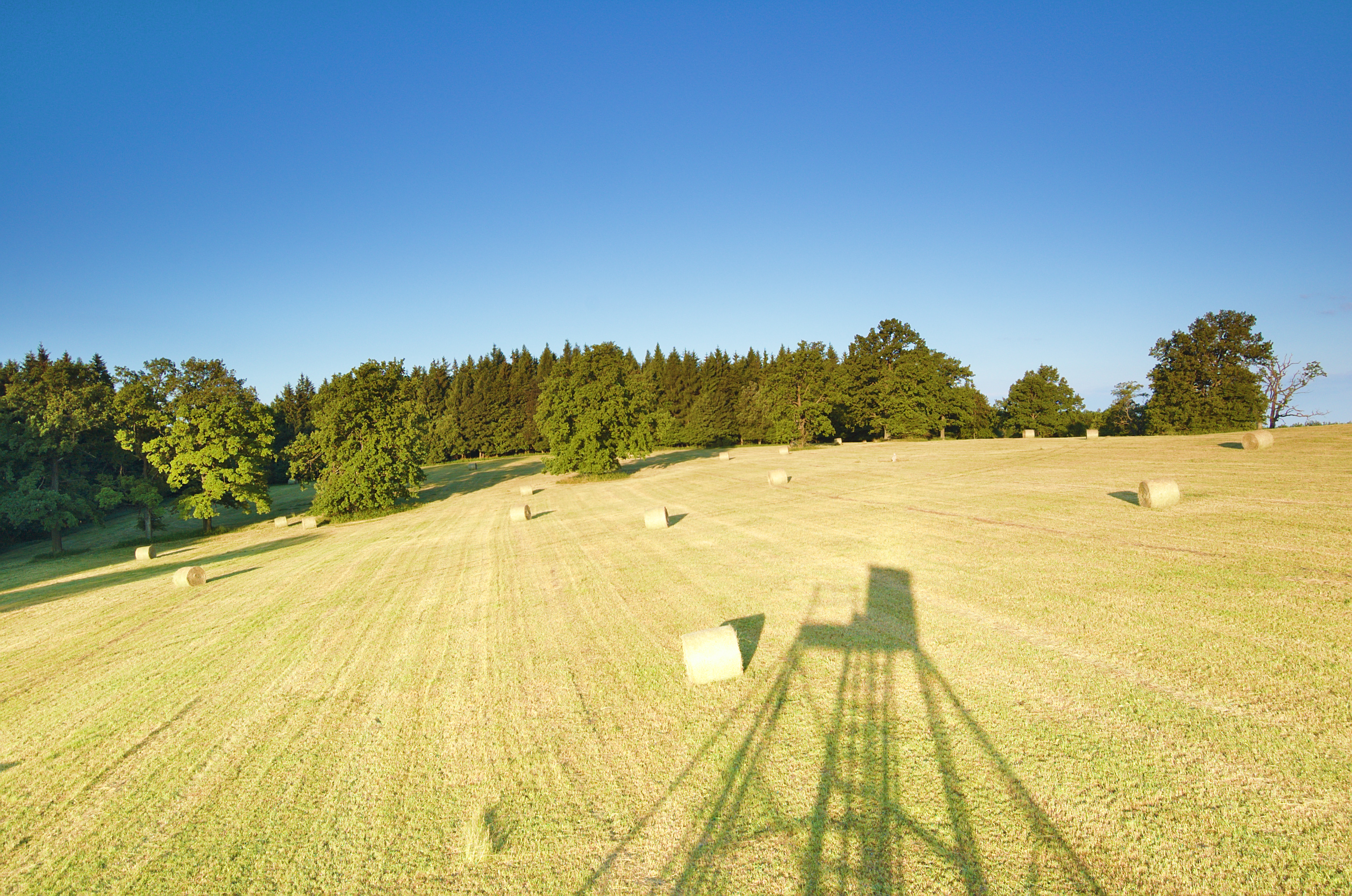
Myslivecký posed

Název Lesná používá i myslivecké sdružení z Horního Němčí, jehož honitby se nacházejí na území kopce.

## Turistika
Z vrcholu je možný 360° výhled na okolí a je z něj vidět Velkou Javořinu, Velký Lopeník, Vizovické vrchy, Chřiby a Pálavu.
Východně pod vrcholem vede  červená turistická trasa vedoucí až z Bratislavy přes Malé Karpaty do Myjavy a na Velkou Javořinu a dále pokračuje až do Trenčína.
Po stejné komunikaci, na které je vyznačena červená turistická trasa, vedou v okolí kopce cyklostezky 46 a 5052.

## Fotogalerie

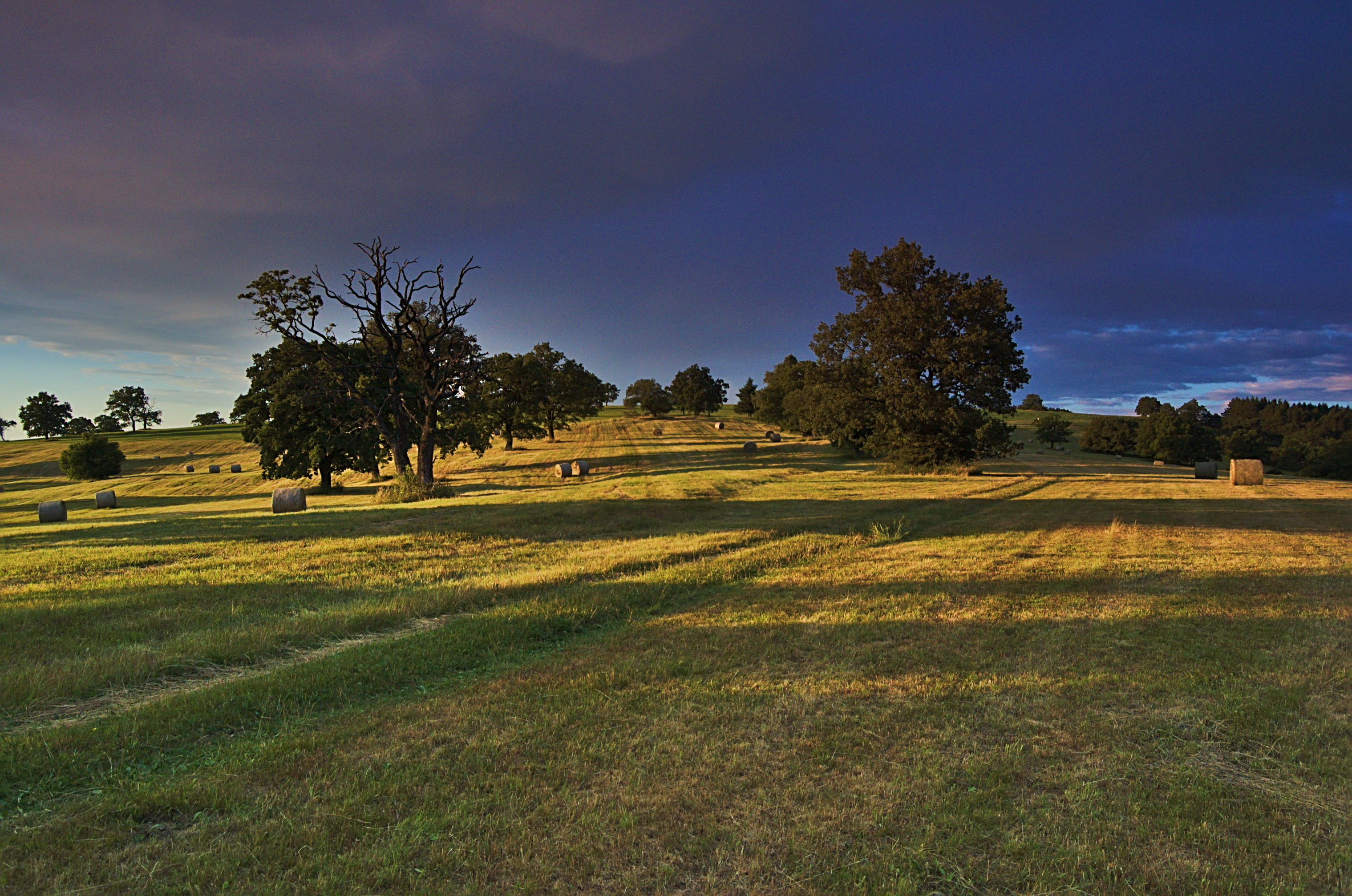
Cesta od jihozápadu k vrcholu
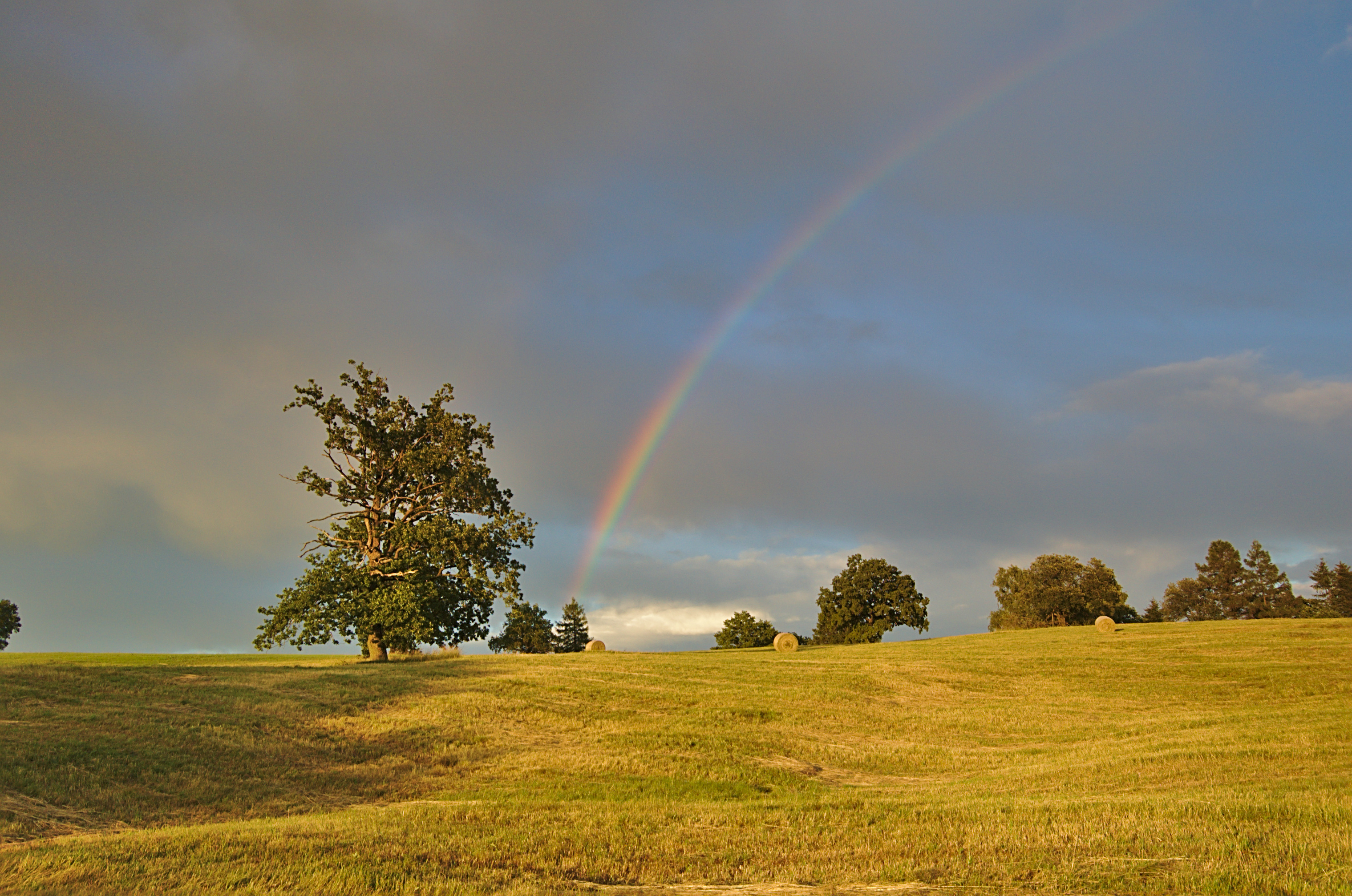
Zvlněná krajina
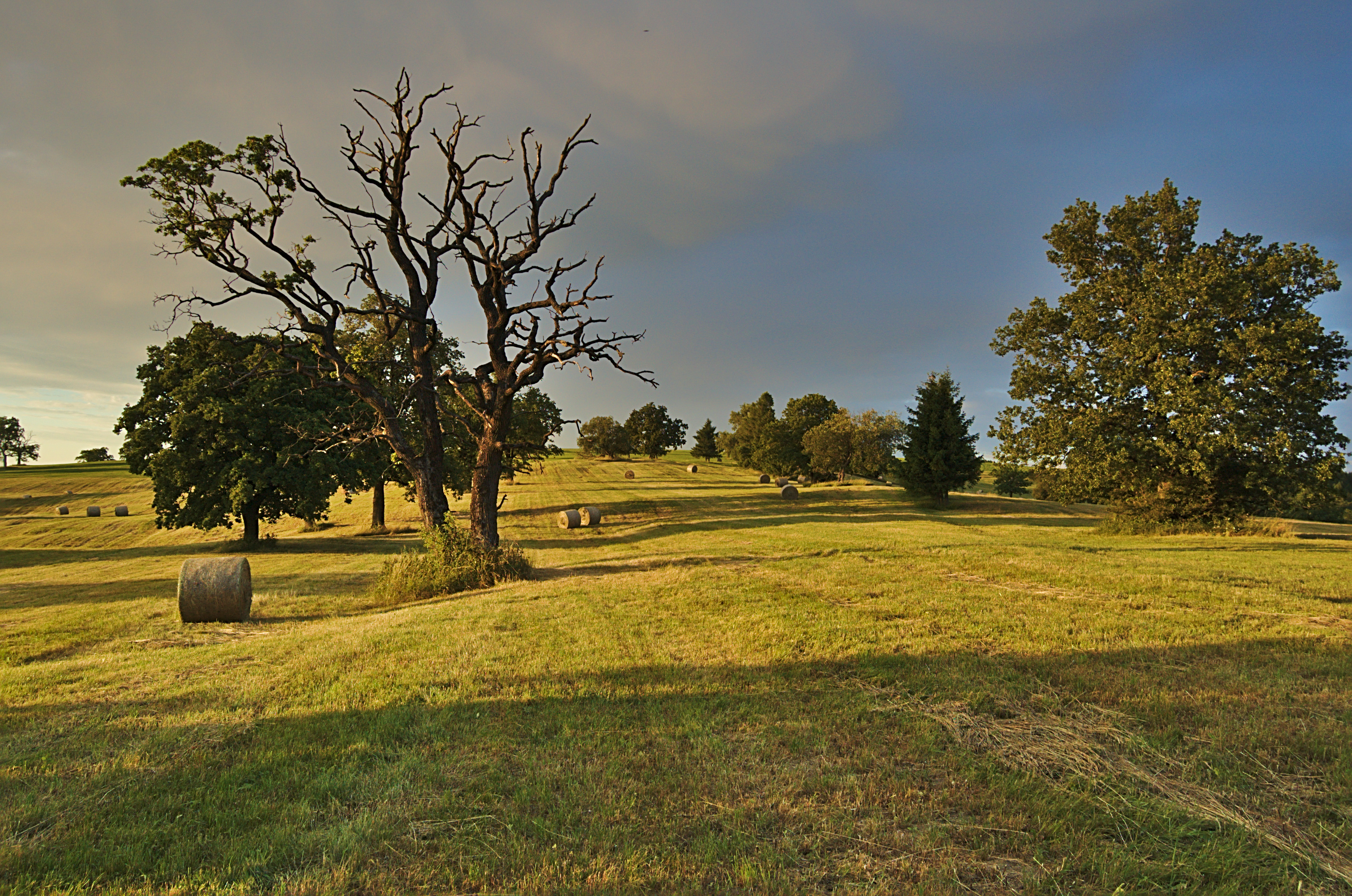
Solitérní duby
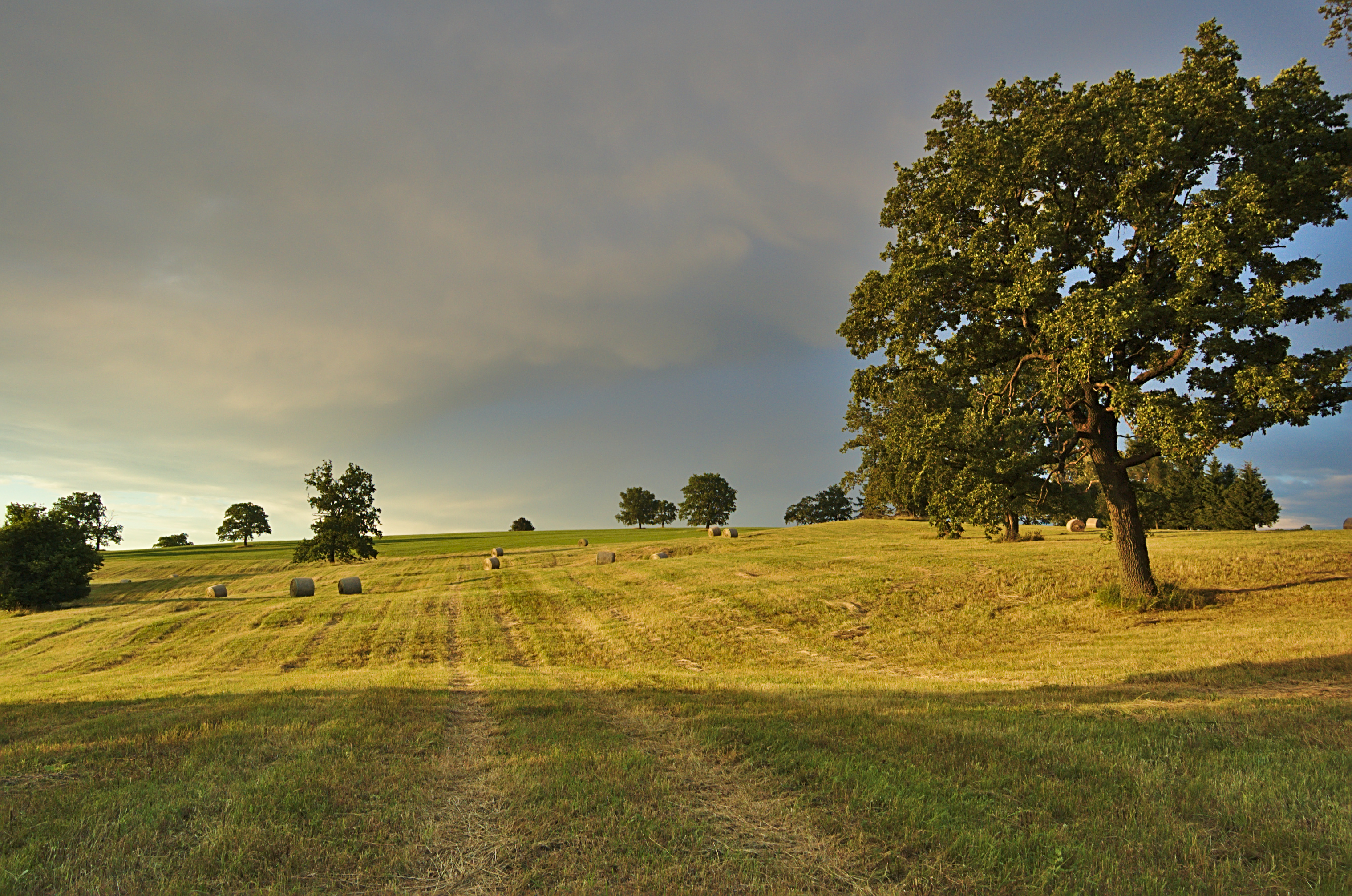
Posečená louka s balíky sena
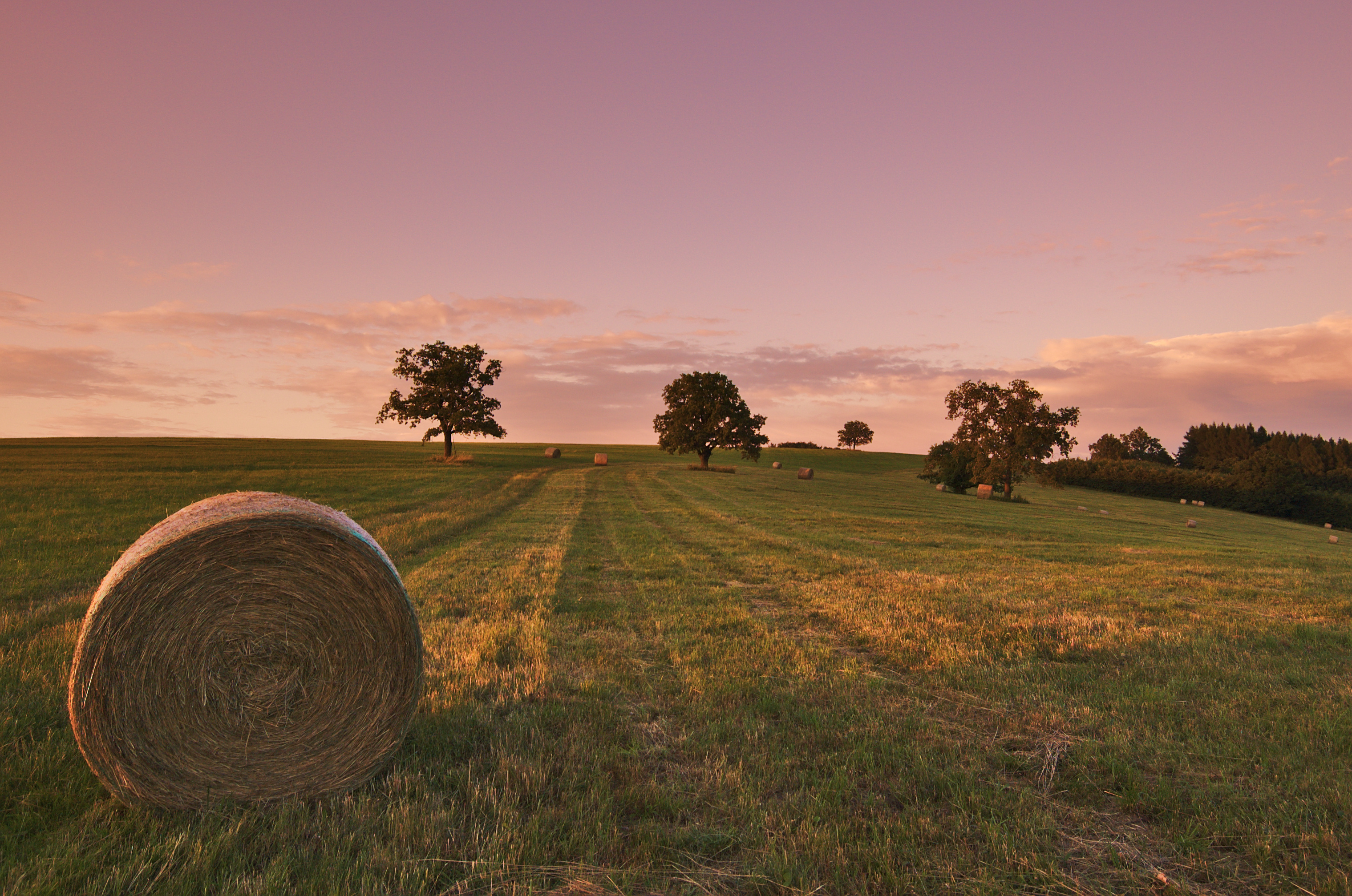
Cesta od jihozápadu k vrcholu při západu slunce
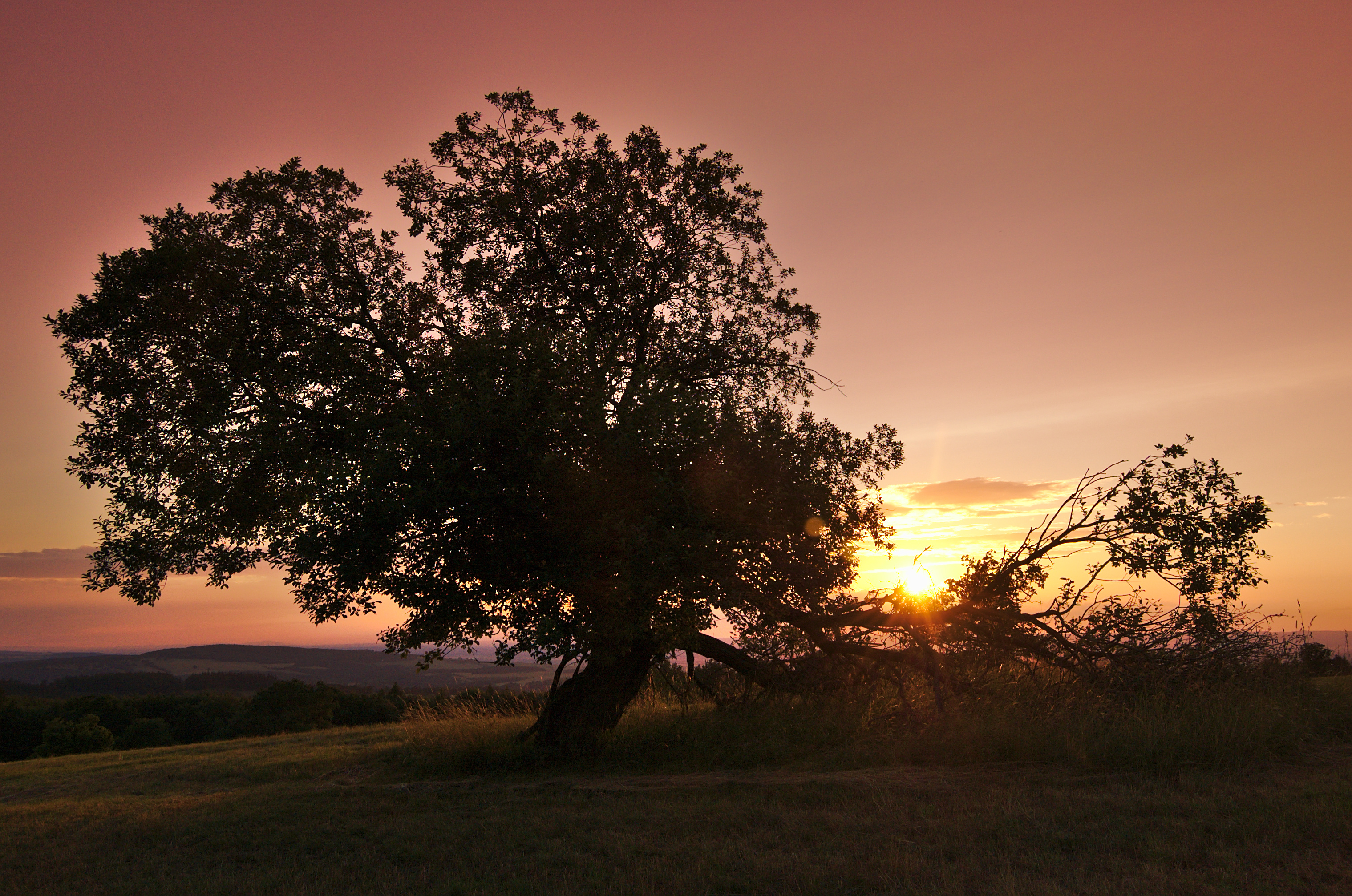
Zvlněná krajina při západu slunce
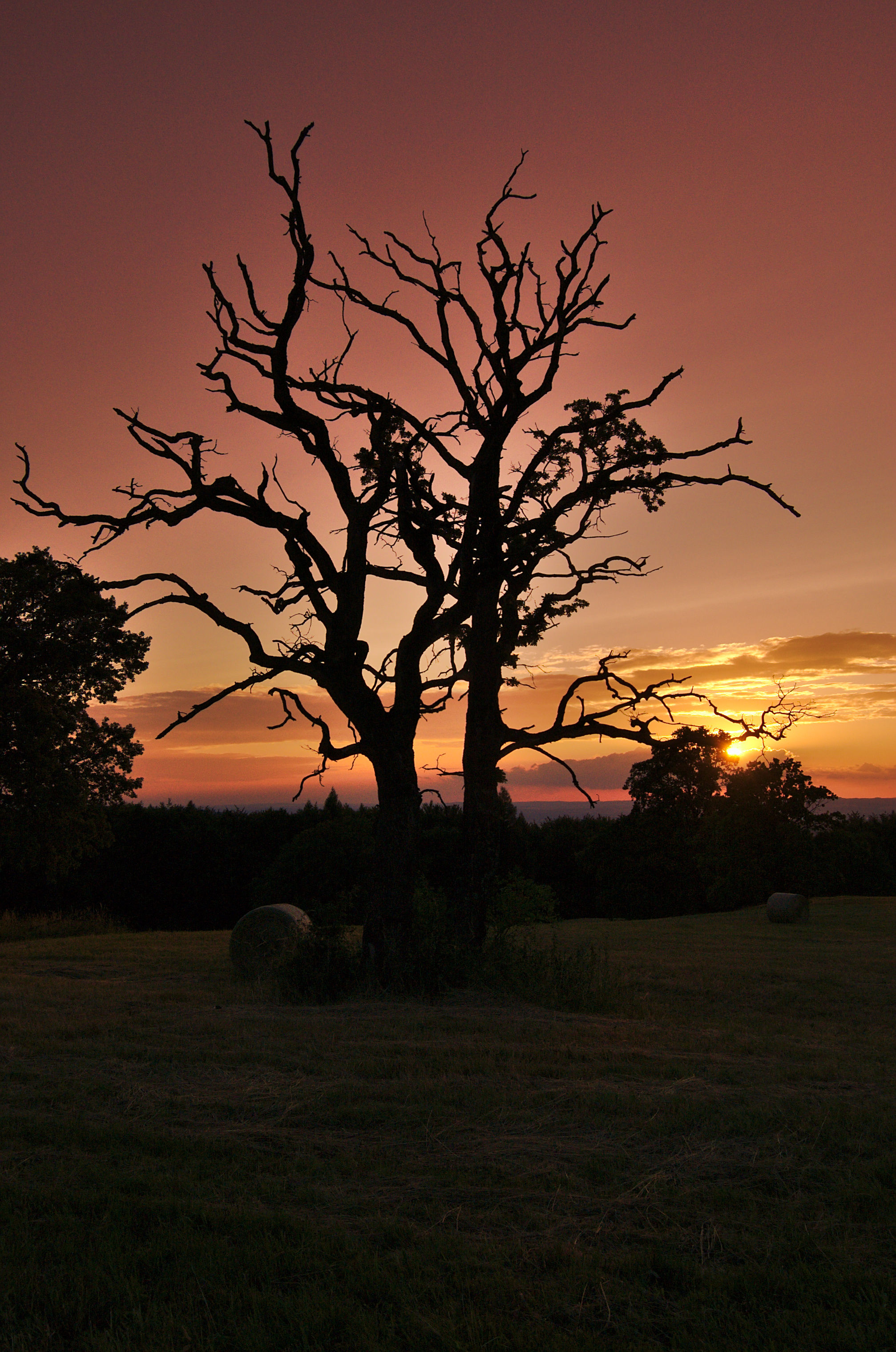
Uschlý solitérní dub při západu slunce